# Ordenações
Ordenações significa ordens, decisões ou normas jurídicas avulsas ou as colectâneas que dos mesmos preceitos se elaboraram, ao longo da história do direito português. A forma plural da palavra foi a que veio a prevalecer nos autores mais recentes. Existe uma colectânea conhecida por Ordenações de D. Duarte, de carácter particular, que compreende leis de D. Afonso II a D. Duarte e consta de um manuscrito do início do século XV, arquivado na Biblioteca Nacional de Lisboa.

## Ordenações Afonsinas
Durante o reinado de D. Afonso I, foram feitos pedidos insistentes de elaboração de uma coletânea do direito vigente, que evitasse as incertezas e problemas derivados da grande dispersão e quantidade de normas.

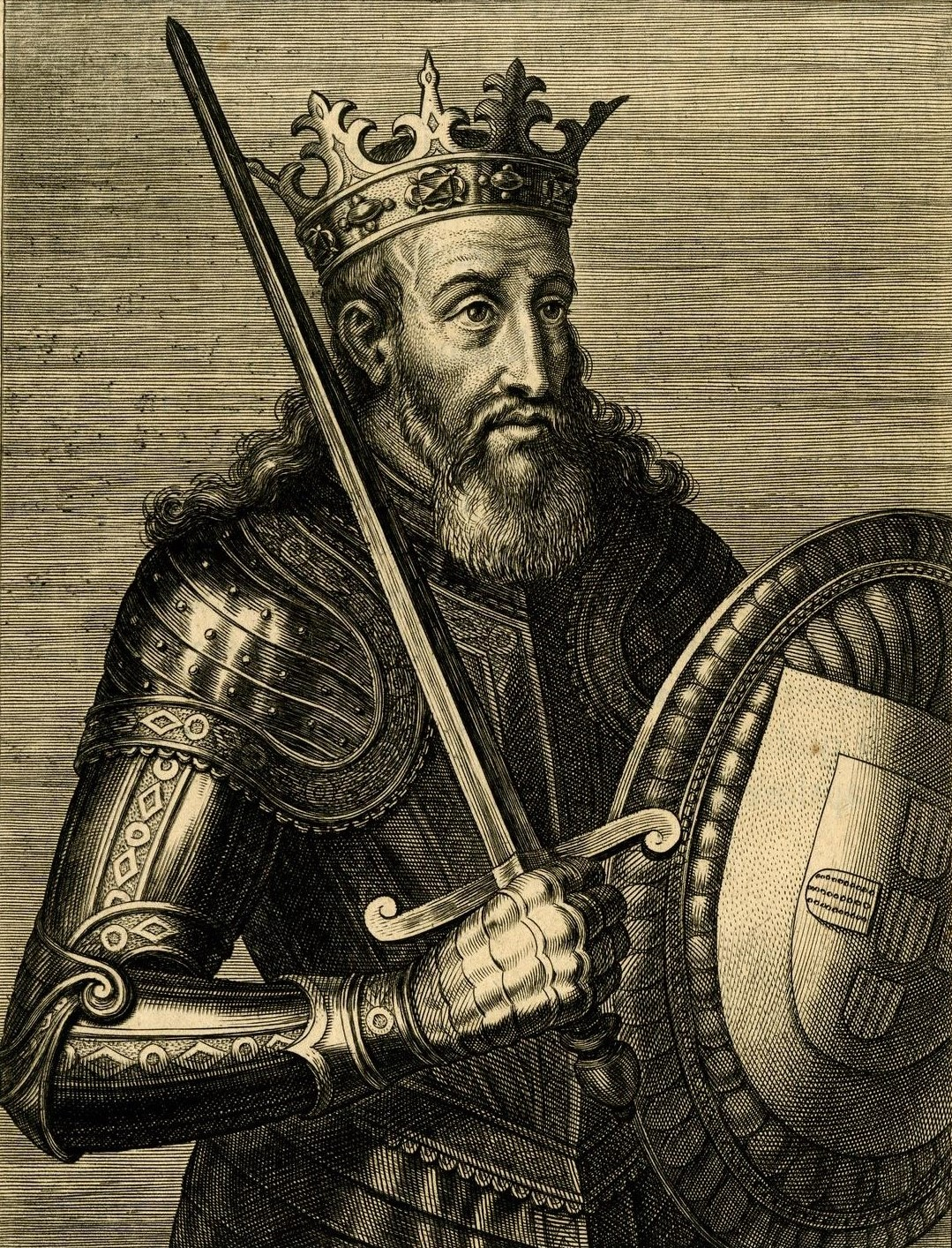
Afonso I de Portugal.

O rei mandou então fazer a reforma e compilação do direito existente. Ficou concluído em 1446. No entanto, a sua entrada em vigor, aplicação prática, não foi imediata. Não havia na época, uma regra pratica definida sobre a forma de dar publicidade aos diplomas legais, torna-los conhecidos e marcar o início da sua vigência.
As fontes utilizadas para a elaboração deste código legislativo foram as leis anteriores, os costumes (gerais e locais, estilos da corte e dos tribunais superiores, forais), o direito castelhano, o direito romano, e o direito canónico.
O texto divide-se em 5 livros e de um modo geral, a técnica legislativa usada corresponde ao estilo compilatório. Quanto ao direito subsidiário, prevalecimento do direito pátrio, ou seja, primeiro seriam aplicáveis as próprias ordenações e, na sua falta, elas próprias indicavam a fonte a utilizar. Em 2º o direito romano, desde que este não fosse contra o direito canónico. Em 3º o direito canónico, para questões em que o direito romano não prevê o caso. Na falta de qualquer das fontes anteriores, resolução do rei.

## Ordenações Manuelinas
No reinado de D. Manuel põe-se de novo a questão do conhecimento e vigência das ordenações em todo o reino. A solução era facilitada pela invenção da imprensa. Era necessário atualizar a obra, integrando as leis extravagantes anteriormente publicadas e alterando e suprimindo o que entendessem necessário.

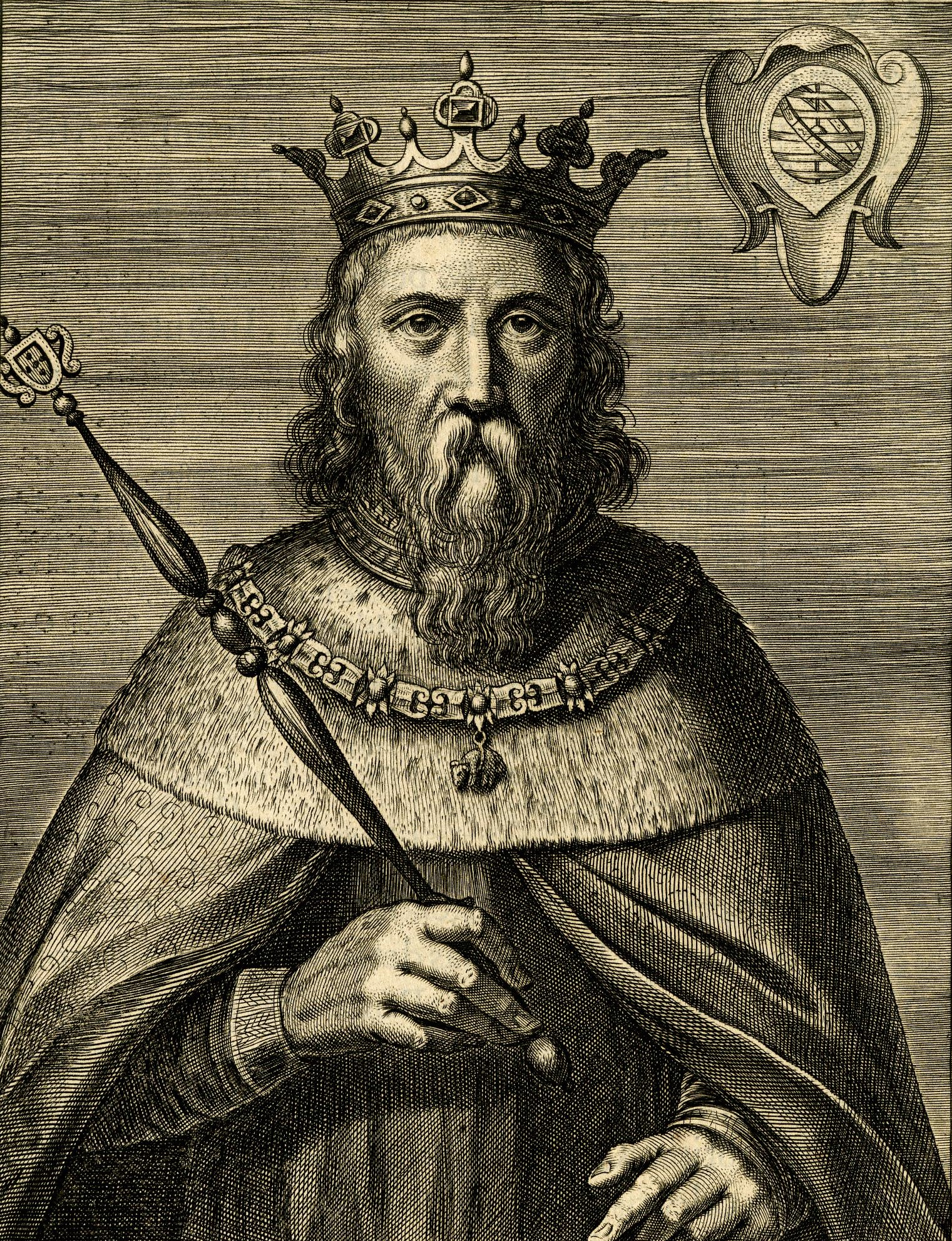
D. Manuel I de Portugal.

O estilo de redação foi alterado, de um modo geral, todas as normas estão redigidas em estilo decretório ou legislativo, o que traduz uma melhoria na técnica legislativa. Quanto ao direito subsidiário, quando não houvesse solução nas próprias ordenações (dir. pátrio), recorre-se ao direito canónico. Em 3º lugar ao direito romano. Em 4º a opinião comum dos doutores, aqui surge a doutrina como fonte de direito. Em último caso, a resolução do rei.
É criada uma nova fonte de direito, os assentos da casa da suplicação, quando houvesse dúvidas na interpretação da lei, a casa da suplicação fixaria uma interpretação. As decisões interpretativas (assentos) eram registadas num livro e tinham carater obrigatório para casos futuros semelhantes.

## Ordenações Filipinas
Representou um esforço de reforma realizada por D. Filipe I, tendo tido mais o objetivo de compilar as leis do que revisa-las. Entrou em vigor em 1603. De um modo geral, apenas procedeu à reunião num único texto de ordenações manuelinas, coleção de leis extravagantes e leis posteriores. O texto ficou pouco claro e obscuro. Direito subsidiário: igual às manuelinas.
As ordenações filipinas permanecem em vigência em Portugal até 1867.

## Lei da Boa Razão

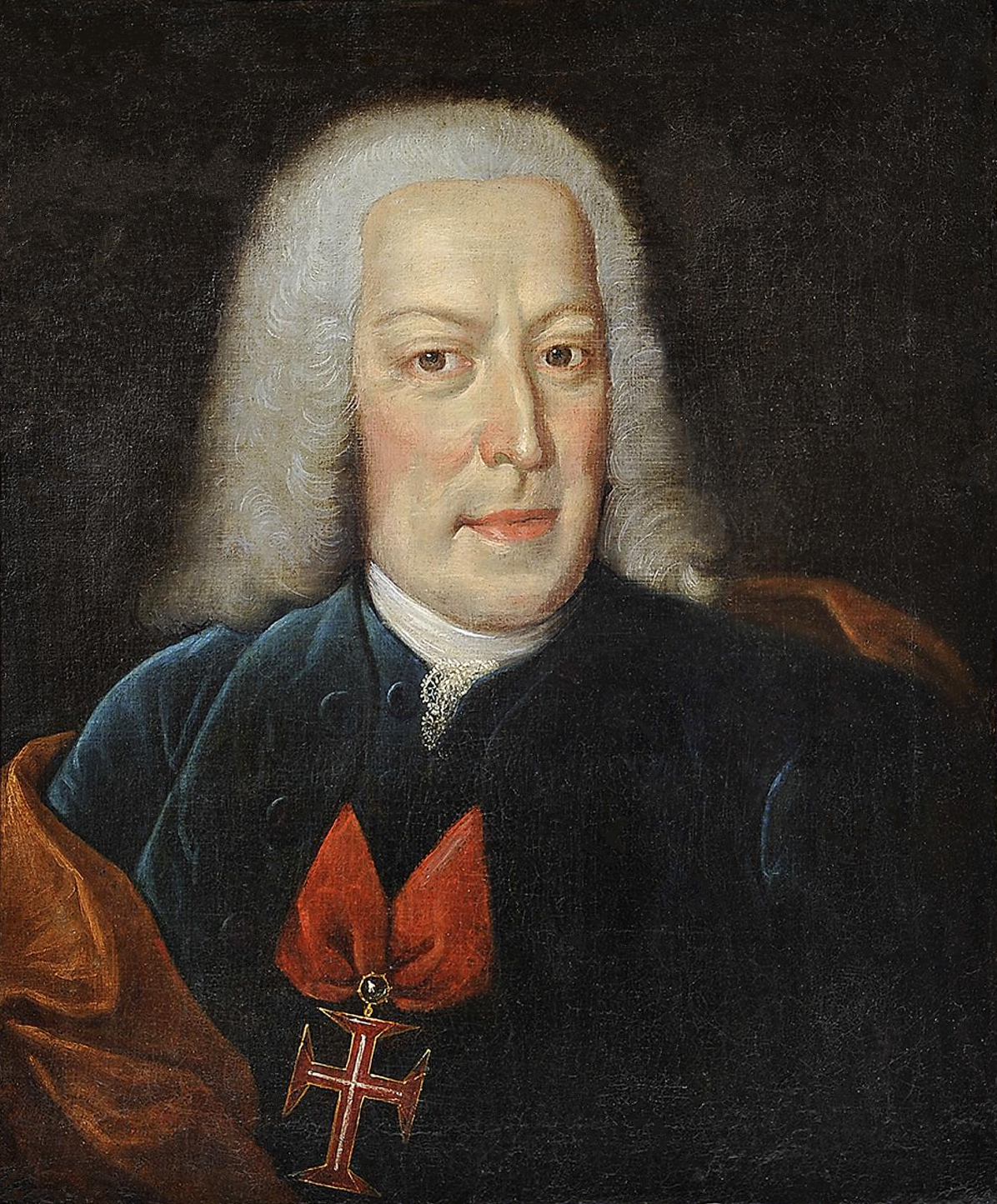
Marques de Pombal, conhecido como déspota esclarecido. Foi o responsável pelas reformas pombalinas, que modificaram estruturalmente Portugal no século XVIII.

Surge no reinado de D. José, através de seu ministro, Marquês de Pombal. Inserida na nova tendência para considerar a Razão como única fonte de direito, o racionalismo, com enfraquecimento da autoridade do direito romano, e o recurso ao direito natural, como direito que deriva da natureza humana, regras comuns a todos os homens. Surge o uso moderno das leis romanas, ou seja, as normas de direito romano só serão aplicáveis se forem conformes à razão (usus modernus pandectarum).
Esta lei vem modificar as fontes de Direito Subsidiário, mantém-se a vontade do rei, mas pretende substituir o direito romano e direito canónico pela Razão.
Em 1º, leis pátrias. Em 2º, os estilos da corte, que só teriam validade quando aprovados por assento da casa de suplicação. Em 3º  o costume, se este fosse conforme a boa razão, não contrariasse a lei e tivesse mais de 100 anos de existência. O direito romano (usus modernus). O direito canónico deixa de ter valor como fonte subsidiaria. Glosa de Acúrsio, Comentários de Bártolo e opinião comum dos doutores são afastados enquanto fontes de direito. Cessa a doutrina como fonte de direito. Quanto aos Assentos,  estes só teriam valor quando confirmados pela casa da suplicação.